# Brut y Brenhinedd
Brut y Brenhinedd (català: Crònica dels reis) és una col·lecció de diferents versions en gal·lés mitjà de l'obra de Jofre de Monmouth Història Regum Britanniae. Prop de 60 còpies n'han sobreviscut. La còpia més antiga coneguda data de mitjan segle xiii. Les adaptacions de la Història de Jofre de Monmouth foren molt populars a l'Europa occidental durant l'edat mitjana, però el Brut va exercir una influència important en el Gal·les medieval, on es considerava una narració versemblant de la història antiga dels britans cèltics.

## LaHistòriade Monmouth iBrut y Brenhinedd
La Història Regum Britanniae de Jofre de Monmouth, que s'hauria acabat al voltant de l'any 1139, narra la història dels reis llegendaris de Bretanya, des del fundador epònim Brutus de Bretanya fins a Cadwaladr, el darrer en la línia. En la crònica, Jofre declara que es basa en "un cert llibre molt antic" escrit en britannicus sermo ('llengua britona', per ex.: britònic comú, gal·lés, còrnic o bretó) que havia rebut de mans de Walter d'Oxford. Esdevingué una de les obres més populars del seu temps a Europa occidental, però el seu impacte fou major i més durador a Gal·les, on la Història s'acceptà com un treball seriós, veraç i autèntic. Algunes traduccions al gal·lés són prova de la popularitat del relat de Monmouth, la més antiga de la qual es té constància data del segle xiii. Pràcticament totes les traduccions duen el títol de Brut y Brenhinedd. La història manuscrita d'aquests texts és rica i llarga, amb traduccions i redaccions que es van anar succeint.
Les traduccions al gal·lés no són traduccions directes en el sentit modern del terme. Són, però, prou fidels al text original en llatí, amb pocs comentaris o material addicional de tradició barda (cyfarwydd) en l'apèndix. Alguns manuscrits contenen una versió del conte Lludd i Llefelys, que forma part del Lludd Llaw Eraint; la presència o absència d'aquest conte s'ha fet servir com a criteri per classificar les versions més antigues del Brut. Els traductors gal·lesos van esmenar o adaptar els noms personals i els malnoms que apareixen en l'obra de Jofre, basant-se en la tradició nadiua. El "Hely" de Jofre, per exemple, es va substituir per Beli Mawr, una figura ancestral que també apareix en Branwen ferch Llyr i en altres obres literàries escrites en gal·lés mitjà.

## Versions
Hi ha aproximadament 60 testimoniatges de la traducció de Brut al gal·lés en els manuscrits. Brynley F. Roberts, que cita J.J. Parry i la seua pròpia anàlisi textual, situa totes les versions existents en sis grups: 1) MS. Dingestow, 2) Peniarth 44, 3) Llanstephan 1, 4) Peniarth 21, 5) Cotton Cleòpatra B. v, i 6) Brut Tysilio.

### Segle XIII
- 1. El Brut de la Biblioteca Nacional de Gal·les (NLW), MS. Llanstephan 1 (mitjans del s. XIII), és una traducció prou fidedigna de la Història de Jofre de Monmouth.
- 2. El Brut de la NLW, MS. Peniarth (mitjans del s. XIII). Aquest text es resumeix prou cap al final, i omet la profecia de Merlí al·legant que manca de credibilitat. Es caracteritza per ser el primer Brut que incorpora el conte Lludd and Llefelys.
- 3. Brut Dingestow (finals del s. XIII), ara en MS. Aberystwyth, NLW 5266, hauria format part del MS. 6 de la col·lecció de la cort de Dingestow, i podria tenir l'origen en Gwynedd. Aquest text també és una traducció prou fidedigna, recolzada per la consulta del MS. Llanstephan 1.

D'aquests tres texts, MS. Llanstephan 1 i Brut Dingestow serviren de base per a les còpies testimonials trobades en altres manuscrits del s. XIII: el MS Mostyn 117 i MS. Peniarth 16 NLW.

### Segle XIV

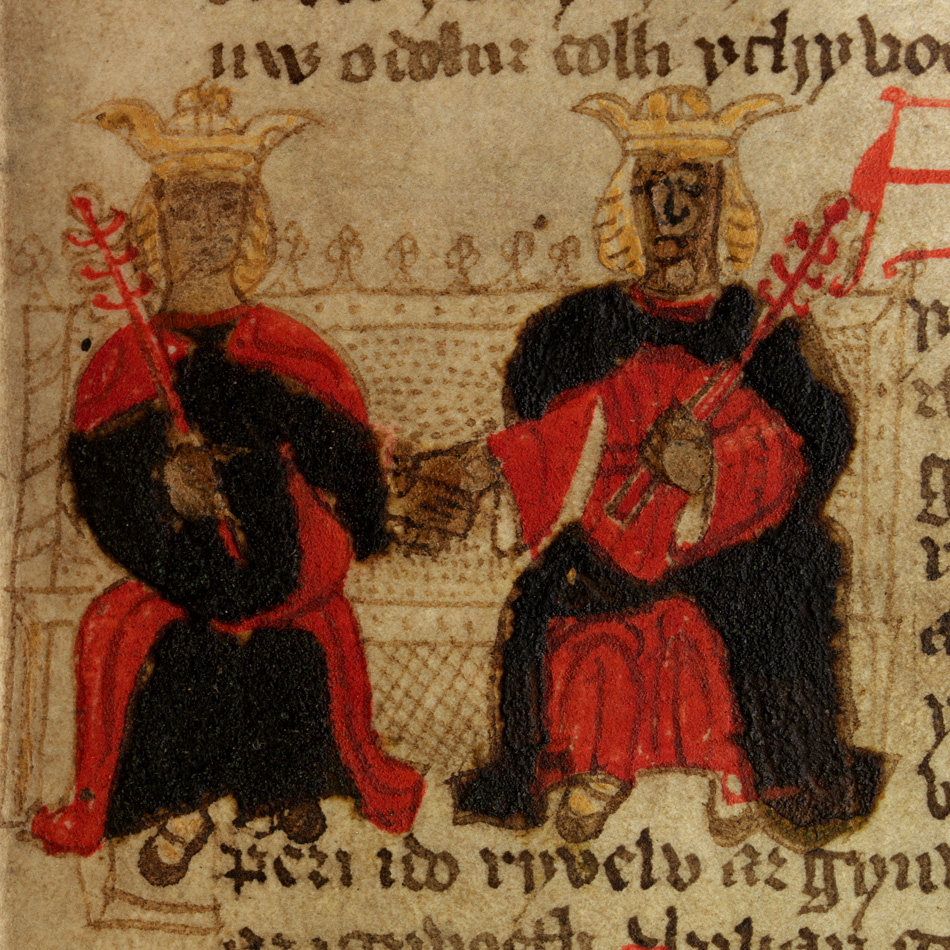
Una il·lustració del MS. Peniarth 23(f.18), Morgan i Cunedda.

- Composició del Llibre roig de Hergest. Una versió revisada, probablement del sud de Gal·les. És una còpia de la versió de Dingestow fins al final de la profecia de Merlí i després continua amb la versió de Llanstephan 1.[9] Aquesta versió híbrida, copiada en diversos manuscrits, és més coneguda pel text Llyfr Coch Hergest o Llibre roig de Hergest. En quasi tots els manuscrits li precedeix Ystorya Dared, una traducció al gal·lés de De Excidio Troiae atribuïda a Dares Frigi, seguida de Brut i Tywysogion. Així, el text es converteix en la peça central d'una història que comença amb la Guerra de Troia i culmina amb la narració d'una sèrie de fets contemporanis a l'autor. Pel que sembla, Ystorya Dared, que no existeix fora dels manuscrits, es compongué per servir-ne de pròleg.
- 4. El Brut en MS. Peniarth 23 (NLW) i altres, una còpia prou fidel de la Història de Jofre de Monmouth.
- 5. El Brut en BL Cotton Cleòpatra B. v, NLW MS. 7006 (Llibre negre de Basingwerk) i altres pogueren circular pel nord-est de Gal·les. És una versió menys literal i més ornada que les anteriors i incorpora material exterior, sobretot del Roman de Brut de Robert Wace (una obra escrita en normand que al seu torn està basada en la Història de Jofre) i una cronologia llatina. Apareix entre Ystorya Dared i Brenhinoedd y Saeson (Reis dels anglesos), una versió del Brut y Tywysogyon que incorpora material de cròniques anglosaxones. Els manuscrits també inclouen una versió resumida del conte Lludd and Llefelys. Aquest Brut és la versió que s'empra per a la compilació de material històric gal·lés atribuït al poeta de finals del s. XV Gutun Owain, així com per al Brut Tysilio.

### Segle XIV o XV
- 6. Brut Tysilio. MS. 28 Oxford, Jesus College, una transcripció del MS. 61 del Jesus College (s. XIV o XV), feta per Hugh Jones al 1695.[10]

## Brut Tysilioi la presumpta font britana de Monmouth
La versió coneguda com a Brut Tysilio, atribuïda al sant gal·lés del s. VII Tysilio, es feu més coneguda quan el text es publicà en The Myvyrian Archaiology of Wales, una col·lecció de literatura gal·lesa important en la seua època, però la credibilitat de la qual ha estat qüestionada per la participació de l'antiquari falsificador Iolo Morganwg entre 1801 i 1807. Els editors no van creure que l'autor en fos Tysilio i només van usar el títol per diferenciar el text d'altres versions gal·leses de Brut titulades Brut Gruffudd ap Arthur (Crònica de Godofred, fill d'Artur, un nom alternatiu de Jofre de Monmouth). Una traducció a l'anglés de Brut Tysilio feta per Peter Roberts es publicà al 1811. Sant Mart va traduir la versió anglesa de Roberts a l'alemany el 1854, i la posà a l'abast dels no entesos en la matèria.
Al final de Brut Tysilio apareix una capçalera atribuïda a Walter, arxidiaca d'Oxford, en què diu: "Jo […] vaig traduir aquest llibre del gal·lés al llatí i a la meua avançada edat l'he tornat a traduir del llatí al gal·lés". Aquesta declaració ha servit perquè alguns erudits classifiquen Brut Tysilio com el "llibre més antic" que Jofre hauria consultat en la seua traducció de la "llengua britona". L'arqueòleg Flinders Petrie va prendre aquest argument per vàlid i defensà en un article presentat davant la Royal Society al 1917 que tant el Brut com la Història Regum Britanniae derivaven d'una hipotètica versió del segle x escrita en bretó i en última instància d'un material de l'era romana. Petrie remarcà la necessitat de dur-ne a terme un estudi més profund.
La majoria d'estudiosos gal·lesos contemporanis han determinat que totes les variants que n'han sobreviscut deriven de l'obra de Jofre de Monmouth. Roberts ha demostrat que Brut Tysilio és "una amalgama de versions", la primera part de les quals deriva de Peniarth 44 i la darrera d'un resum de Cotton Cleòpatra. S'ha conservat en manuscrits que daten de l'any 1500. Roberts sosté que "una anàlisi textual de la versió […] mostra que és una compilació tardana, l'essència de la qual no és diferent a la d'altres cròniques que es compongueren al s. XV".